# 浅倉結希
浅倉 結希（あさくら ゆき、1987年11月4日 - ）は秋田県出身の元グラビアアイドルである。所属事務所は2015年12月31日までACE、以降はフリーランスとして活動していた。

## 経歴
- 2007年、進学をきっかけに上京。
- 池袋アニメイト本店の買い物帰りにACEにスカウトされる。
- 2008年「スコラガールズを探せ!!」ファイナリスト（18名→6名）。
- 2010年「次世代ドラ焼き DoRUN」（高川栄泉堂）のイメージキャラクター「結希ジュール」。
- 2010年に「日テレジェニック2010」に選ばれる。この年は長身が多く、同メンバーの中で唯一身長が160cmに達していない。
- 2011年4月より約3年間「王様のブランチ」のリポーターを務めた。
- 2015年12月31日付の自身のTwitterでACE退社を報告。退社の約1年ほど前から芸能活動は休止中であるが、引退は否定している。
- 2016年5月17日付の自身のブログで、年内を以って芸能活動に区切りをつけ、引退することを発表した[1]。

## 人物
- 趣味：アニメ鑑賞、音楽鑑賞、ブログ読み漁り、変態妄想
- 好きなアニメ：ガンダムSEED、マクロス、ケロロ軍曹、創聖のアクエリオン、コードギアス、みなみけ等
- 2008年に行われた「スコラガールズを探せ!!」では、芸能活動の実績がほとんどなかったにもかかわらず、18名から6名に絞られた2ndステージおよび決選投票に進んだ。
- 2008年〜2009年頃に出演していた撮影会では、カメラを怖がっていた。
- 日テレジェニックのメンバーからは「うきたん」と呼ばれる。
- 「アイドルの穴〜日テレジェニックを探せ!〜」の番組内でのキャッチフレーズは「変態仮面」。番組中、「アイドル脱衣ドッジボール」(#5)では内田理央を、「悩殺!だるまさんが転んだゲーム!」(#6)では大川麗奈を襲っている。ただし、大川の家に泊まりに行ったり（#5結果発表）、#10・11の結果発表で自らが合格したときは内田をはじめとする通称「浅倉王国」のメンバー（内田、中村知世、吉田桃子）らが駆け寄り喜びを分かち合ったりしていることから、他の出演者から慕われていることがうかがえる。
- 倉岡生夏や片山陽加（元AKB48）と仲が良く、たびたびお互いの家に泊まりに行っている。片山の22歳の誕生日には、浅倉・倉岡・片山に山本麻貴が加わった4人で、カラオケ店に集まり誕生日パーティを行った[2]。
- 前述の内田とも交友が深く、内田のことを「MY天使」と呼んでおり[3]、度々ブログに登場する。
- 私生活むきだしバラエティ「キリウリ$アイドル」#23にて、本名は「ナカムラユキ」であることをキリウリした。

## 出演

### テレビ
- ホリさまぁ〜ず （2009年11月3日・10日、TBS）
- お願い!ランキング （2009年12月2日、テレビ朝日）
- アイドルの穴〜日テレジェニックを探せ!〜2010 （2010年4月10日 - 、日本テレビ）
- アリケン 最終回（2010年9月25日、テレビ東京） 「アリケンCafe」コーナーにゲスト出演
- サンデージャポン（2011年2月20日、TBS）[4]
- 王様のブランチ（2011年4月2日 - 2013年12月14日、TBS）ブランチリポーター
- 方言彼女。2（2011年4月4日 - 、東名阪ネット6共同制作） レギュラー
- 方言彼女。0（2012年10月 - 、東名阪ネット6共同制作） レギュラー
- KEIRIN LIVE〜夢見マクリ!S級新聞社（2013年4月28日 - 、BS日テレ）レギュラー

### CM
- CLCコーポレーション（2012年）

### 映画
- 地球防衛ガールズP9（2011年11月26日公開）-  黒崎二紗 役

### WEB
- ドガドガ7（しってる?ランキングのコーナー）リポーター

### DVDシネマ
- 忍者特捜 ジャスティーウィンドVS悪のアメコミヒロイン軍団（前編：2010年5月28日 / 後編：2010年6月25日、ZENピクチャーズ）主演

### 舞台
- マシーナリー*マテリアル（2011年2月24日 - 27日、シアターKASSAI） - マリア 役
- ペルソナ4 ジ・アルティメット イン マヨナカアリーナ（2014年12月19日 - 23日、東京芸術劇場プレイハウス） - 白鐘直斗 役
- ペルソナ4 ジ・アルティマックス ウルトラスープレックスホールド（2016年7月6日 - 10日、シアターGロッソ） - 白鐘直斗 役

## 作品

### DVD
1. はつゆき （2009年11月20日、竹書房）
2. Fresh!Eye （2010年3月8日、ビーエムドットスリー）
3. 妄想少女クロニクル （2010年5月21日、イーネット・フロンティア）
4. Imagination （2010年8月21日、イーネット・フロンティア）
5. ずっと見つめて （2010年11月25日、エアーコントロール）
6. 転校生 （2011年2月25日、エアーコントロール）
7. ボクの彼女（2011年5月25日、エアーコントロール）
8. アサクラユキ （2011年8月25日、エアーコントロール）
9. うきうきぽにょぽにょ (2011年12月22日、トリコ)
10. ゆきのモト（2012年3月30日、グラッソ）
11. September（2012年9月21日、M.B.D.メディアブランド）
12. 妄想ショートカット（2012年11月21日、学研パブリッシング）
13. 矛盾なか・ら・だ（2013年8月23日、イーネット・フロンティア）
14. ω OMEGA（2014年7月24日、イーネット・フロンティア）
15. 忘れな草（2016年8月25日、イーネット・フロンティア）あさくら結希名義